# ノラ・ジョーンズ (アルバム)
『ノラ・ジョーンズ』（原題：Come Away with Me、カム・アウェイ・ウィズ・ミー）はアメリカの歌手、ノラ・ジョーンズのデビューアルバム。2000年から2001年にかけてニューヨーク州の2か所のスタジオで録音され、2002年2月26日ブルーノート・レコードからリリースされた。
アメリカのアルバムチャートBillboard 200でナンバー1を獲得し、 グラミー賞の最優秀アルバム賞と最優秀ポップ・ヴォーカル・アルバム賞を含む、アルバム4部門、シングル3部門を受賞。ジョーンズの最優秀新人賞と合わせて8部門で栄誉に輝いた、2005年2月15日には1000万枚の出荷をもってアメリカレコード協会によりダイヤモンドディスクに認定された。2016年現在の世界総売り上げは2700万枚以上とされ、アルバム歴代売上ランキングの上位に名を連ねている。

## 概要
全曲ジョーンズのボーカルをフィーチャーしたポップアルバムで、脇を腕利きのジャズミュージシャンたちが固めている。主な参加ミュージシャンは、ギターのジェシー・ハリス、ケヴィン・ブライト、ビル・フリゼール、アダム・レヴィー、ベースのリー・アレクサンダー、オルガンのサム・ヤエル、ヴァイオリンのジェニー・シェインマン、アコーディオンのボブ・バーガー、ドラムスのブライアン・ブレイド、ダン・リーザー、ケニー・ウォルセン。ジョーンズはタイトル曲ほか3曲で作曲にも参加した。オリジナル曲に加え2曲のカバー曲、ホーギー・カーマイケルの『ニアネス・オヴ・ユー』と、ハンク・ウィリアムズの『コールド・コールド・ハート』が含まれている。
アコースティックなフォークサウンドにブルースとジャズのエッセンスが盛り込まれ、All About Jazzのボビー・ドッドは「ジャズのスタンダードを歌わずともこのアルバムを聴くだけで、ジャズの信者や評論家はジョーンズがジャズボーカリストとしても一流だと信じて疑わないだろう」と記した。

## セールス
アメリカではBillboard 200の139位に初登場後、およそ1年後の2003年1月にナンバー1を獲得し、通算でのランク入りは164週に達した。海賊版CDに加えネットの違法ダウンロードが激増した時代にも関わらず、正規のセールスは1000万枚を超えて2005年2月15日アメリカレコード協会によりダイヤモンドディスクに認定された。2016年3月には約1100万枚に達し、ニールセン・サウンドスキャン調べで1991年の調査開始以来の歴代セールス11位にランクされた。同じく2016年時点での全世界セールスは2700万枚を超えたとされている。
ドイツのアルバムチャートでは37位に初登場後、通算141週ランクインし37週目から最高位2位を4週に渡りキープした。75万枚を売り上げてクインタプルゴールドディスクを獲得し、ドイツで最も売れたジョーンズのアルバムとなっただけでなく、ドイツのチャート史上最も長くチャート入りしたアルバムのひとつとなった。
日本では、オリコンアルバムチャートに通算146週ランクインし、2003年03月10日に最高位10位を記録した。2003年12月には累計50万枚以上を売り上げ日本レコード協会によりダブルプラチナディスクに認定された。
発売当初、ジョーンズに期待を寄せつつも売れ行きには懐疑的だったブルース・ランドヴァルらレコード会社の重役たちと異なり、Polyphonic HMIのソフトウェア『Hit Song Science』はアルバムリリース1ヶ月以上前にヒットを予測していた。

## 評価
| 専門評論家によるレビュー      | 専門評論家によるレビュー |
| 総スコア                      | 総スコア                 |
| 出典                          | 評価                     |
| ----------------------------- | ------------------------ |
| Metacritic                    | 82/100                   |
| レビュー・スコア              |                          |
| 出典                          | 評価                     |
| AllMusic                      | [ 19 ]                   |
| Chicago Sun-Times             | [ 20 ]                   |
| DownBeat                      | [ 21 ]                   |
| Entertainment Weekly          | A−                       |
| The Guardian                  | [ 23 ]                   |
| Los Angeles Times             | [ 24 ]                   |
| The Philadelphia Inquirer     | [ 25 ]                   |
| Rolling Stone                 | [ 26 ]                   |
| The Rolling Stone Album Guide | [ 27 ]                   |
| Vibe                          | 3.5/5                    |

Metacriticにおける評論家のレビュー9件をベースとした加重平均値（メタスコア）は82点で、5段階評価の最上位（グリーン、Universal Acclaim）に該当する。
シカゴ・サンタイムズとロサンゼルス・タイムズはいずれも4点満点中の3.5点と高得点を与えた。オールミュージックのデイヴィッド・R・アドラーは「数曲でアルバムの雰囲気が掴めてくると、あとはひたすらジョーンズの魅力と才能に憑りつかれた」と評した。
ヴィレッジ・ヴォイスのロバート・クリストガウは「ブルーノート・レコード史上最もジャズっぽくないアルバム」と評し、ライター陣が賞賛と成功に値する楽曲を提供したことを踏まえた上で「しかしアルバムを完全に支配しているのはジョーンズの歌声だ」とも記した。またクリストガウは自著のガイドブックとウェブサイトで、アルバム及びピックアップ曲の『コールド・コールド・ハート』をいずれも「Choice Cut」（11段階のランク付けで下から3番目）に位置付けている。
The A.V. Clubは「このアルバムはジョーンズの非凡な歌声のショーケースであり、ジョーンズの類稀なるひらめきを素直に映し出している」と好意的なレビューを寄せた。エンターテイメント・テレビジョンは「ゴージャスかつ恋人のような親密感がある。14曲すべてが成熟した大人の恋愛観や傷心を語り、スローなナンバーの色気とも相まって、ジョーンズはブリトニー・スピアーズより遥かに大人っぽい」として「A-」評価を与えた。
クラッジは2002年のベストアルバム50枚にこのアルバムを加えた。
ローリング・ストーンが2009年に発表した「ローリング・ストーンの選ぶ2000年代のベストアルバム100」で54位に選出された。

## トラックリスト
| #         | タイトル                                 | 作詞・作曲                                             | 時間  |
| --------- | ---------------------------------------- | ------------------------------------------------------ | ----- |
| 1.        | 「ドント・ノー・ホワイ」                 | ジェシー・ハリス                                       | 3:06  |
| 2.        | 「セヴン・イヤーズ」                     | リー・アレクサンダー                                   | 2:25  |
| 3.        | 「コールド・コールド・ハート」           | ハンク・ウィリアムズ                                   | 3:38  |
| 4.        | 「フィーリング・ザ・セイム・ウェイ」     | アレクサンダー                                         | 2:55  |
| 5.        | 「カム・アウェイ・ウィズ・ミー」         | ノラ・ジョーンズ                                       | 3:18  |
| 6.        | 「シュート・ザ・ムーン」                 | ハリス                                                 | 3:57  |
| 7.        | 「ターン・ミー・オン」                   | ジョン・D・ラウダーミルク                              | 2:33  |
| 8.        | 「ロンスター」                           | アレクサンダー                                         | 3:05  |
| 9.        | 「アイヴ・ガッタ・シー・ユー・アゲイン」 | ハリス                                                 | 4:13  |
| 10.       | 「ペインター・ソング」                   | アレクサンダー JC・ホプキンス （ 英語版 ）             | 2:41  |
| 11.       | 「ワン・フライト・ダウン」               | ハリス                                                 | 3:03  |
| 12.       | 「ナイチンゲール」                       | ジョーンズ                                             | 4:11  |
| 13.       | 「ザ・ロング・デイ・イズ・オーバー」     | ジョーンズ ハリス                                      | 2:44  |
| 14.       | 「ニアネス・オヴ・ユー」                 | ホーギー・カーマイケル ネッド・ワシントン （ 英語版 ） | 3:09  |
| 合計時間: | 合計時間:                                | 合計時間:                                              | 44:58 |

### ボーナス・トラック
| #   | タイトル                             | 作詞・作曲 | 時間 |
| --- | ------------------------------------ | ---------- | ---- |
| 15. | 「ホワット・アム・アイ・トゥ・ユー」 | ジョーンズ | 2:42 |

| #  | タイトル                                                                       | 作詞・作曲         | 時間 |
| -- | ------------------------------------------------------------------------------ | ------------------ | ---- |
| 1. | 「ルーラー・オブ・マイ・ハート」(featuring ダーティー・ダズン・ブラス・バンド) | アーマ・トーマス   | 3:00 |
| 2. | 「コールド・コールド・ハート」(ライブ)                                         | ウィリアムズ       | 4:40 |
| 3. | 「アイル・ビー・ユア・ベイビー・トゥナイト」                                   | ボブ・ディラン     | 3:18 |
| 4. | 「ピース」                                                                     | ホレス・シルヴァー | 3:49 |
| 5. | 「カム・アウェイ・ウィズ・ミー」(ミュージック・ビデオ)                         |                    | 3:19 |

| #   | タイトル                                                         | 作詞・作曲         | 時間 |
| --- | ---------------------------------------------------------------- | ------------------ | ---- |
| 15. | 「アイル・ビー・ユア・ベイビー・トゥナイト」                     | ボブ・ディラン     | 3:20 |
| 16. | 「サムシング・イズ・コーリング・ユー」(オリジナルデモバージョン) | ハリス             | 3:33 |
| 17. | 「ピース」                                                       | ホレス・シルヴァー | 3:52 |
| 18. | 「ドント・ノー・ホワイ」(ミュージック・ビデオ)                   |                    | 3:11 |
| 19. | 「カム・アウェイ・ウィズ・ミー」(ミュージック・ビデオ)           |                    | 3:19 |

## パーソネル
- ノラ・ジョーンズ – ボーカル (1–14), ピアノ (1, 3, 5–7, 9–14), ウーリッツァー・ピアノ（英語版） (4)
- ケヴィン・ブライト（英語版） – アコースティック・ギター (2, 4), ナショナル・ギター (2), エレクトリック・ギター (4, 13)
- ビル・フリゼール – エレクトリック・ギター (13)
- ジェシー・ハリス – アコースティック・ギター (1, 5, 6, 9, 11–13), エレクトリック・ギター (1)
- アダム・レヴィー（英語版） – エレクトリック・ギター (3, 5, 6, 9, 11, 12), アコースティック・ギター (8, 10)
- アダム・ロジャース（英語版） – ギター (7)
- トニー・シェール（英語版） – スライドギター, アコースティック・ギター (8)
- ボブ・バーガー（英語版） – ハーモニウム (8), アコーディオン (10)
- サム・ヤエル（英語版） – ハモンドオルガン (6, 7, 11)
- リー・アレクサンダー（英語版） – ベース (1–13)
- ジェニー・シェインマン（英語版） – ヴァイオリン (9, 11)
- ブライアン・ブレイド – ドラムス (2, 4, 6, 8–10, 12), パーカッション (2, 9)
- ダン・リーザー – ドラムス (1, 5, 7, 11)
- ケニー・ウォルセン（英語版） – ドラムス (13)

テクニカル・パーソネル
- プロデューサー: ノラ・ジョーンズ, アリフ・マーディン, ジェイ・ニューランド（英語版）, クレイグ・ストリート（英語版）
- エンジニア: ジェイ・ニューランド, S・ハスキー・ハスカルズ（英語版）
- アシスタント・エンジニア: マーク・バーキー, ディック・コンダス, ブランドン・メイソン, トッド・パーカー
- ミキシング: アリフ・マーディン, ジェイ・ニューランド
- ミキシング・アシスタント: トッド・パーカー
- リミキシング: ジェイ・ニューランド
- マスタリング: テッド・ジェンセン, マーク・ワイルダー

## チャート
| チャート (2002–04)                      | 最高 順位 |
| --------------------------------------- | --------- |
| アルゼンチン (CAPIF)                    | 3         |
| オーストラリア (ARIA)                   | 1         |
| オーストラリア ジャズ & ブルース (ARIA) | 1         |
| オーストリア (Ö3 Austria)               | 2         |
| ベルギー (Ultratop Flanders)            | 1         |
| ベルギー (Ultratop Wallonia)            | 1         |
| カナダ (Billboard)                      | 1         |
| デンマーク (Hitlisten)                  | 1         |
| オランダ (MegaCharts)                   | 1         |
| ヨーロッパ (Music & Media)              | 1         |
| フィンランド (Suomen virallinen lista)  | 5         |
| フランス (SNEP)                         | 1         |
| ドイツ (Offizielle Top 100)             | 2         |
| ギリシャ (IFPI Greece)                  | 1         |
| ハンガリー (MAHASZ)                     | 20        |
| アイルランド (IRMA)                     | 1         |
| イタリア (FIMI)                         | 7         |
| 日本 (Oricon)                           | 10        |
| ニュージーランド (RMNZ)                 | 1         |
| ノルウェー (VG-lista)                   | 1         |
| ポーランド (ZPAV)                       | 3         |
| ポルトガル (AFP)                        | 3         |
| スペイン (PROMUSICAE)                   | 6         |
| スコットランド (OCC)                    | 1         |
| スウェーデン (Sverigetopplistan)        | 1         |
| スイス (Schweizer Hitparade)            | 2         |
| UK アルバムズ (OCC)                     | 1         |
| UK Jazz & Blues Albums (OCC)            | 1         |
| US Billboard 200                        | 1         |
| US Top Jazz Albums (Billboard)          | 1         |

| チャート (2013) | 最高 順位 |
| --------------- | --------- |
| 韓国 (Gaon)     | 30        |

| チャート (2014)   | 最高 順位 |
| ----------------- | --------- |
| ポーランド (ZPAV) | 1         |

| チャート (2016)   | 最高 順位 |
| ----------------- | --------- |
| チェコ (ČNS IFPI) | 47        |

| チャート (2002)                         | 順位 |
| --------------------------------------- | ---- |
| オーストラリア (ARIA)                   | 39   |
| オーストラリア ジャズ & ブルース (ARIA) | 2    |
| ベルギー (Ultratop Flanders)            | 86   |
| ベルギー (Ultratop Wallonia)            | 97   |
| デンマーク (Hitlisten)                  | 15   |
| オランダ (MegaCharts)                   | 13   |
| フランス (SNEP)                         | 20   |
| ドイツ (Offizielle Top 100)             | 83   |
| アイルランド (IRMA)                     | 15   |
| ニュージーランド (RMNZ)                 | 1    |
| スウェーデン (Sverigetopplistan)        | 17   |
| イギリス (OCC)                          | 11   |
| アメリカ Billboard 200                  | 30   |
| アメリカ トップ・ジャズ (Billboard)     | 10   |
| 世界 (IFPI)                             | 11   |

| チャート (2003)                               | 順位 |
| --------------------------------------------- | ---- |
| オーストラリア (ARIA)                         | 2    |
| オーストラリア ジャズ & ブルース (ARIA)       | 1    |
| オーストリア (Ö3 Austria)                     | 9    |
| ベルギー (Ultratop Flanders)                  | 3    |
| ベルギー (Ultratop Wallonia)                  | 2    |
| デンマーク (Hitlisten)                        | 4    |
| ヨーロッパ (Music & Media)                    | 1    |
| フランス (SNEP)                               | 1    |
| ドイツ (Offizielle Top 100)                   | 6    |
| アイルランド (IRMA)                           | 1    |
| ニュージーランド (RMNZ)                       | 1    |
| スウェーデン (Sverigetopplistan)              | 3    |
| スイス (Schweizer Hitparade)                  | 4    |
| イギリス (OCC)                                | 5    |
| アメリカ Billboard 200                        | 2    |
| アメリカ コンテンポラリー・ジャズ (Billboard) | 1    |
| 世界 (IFPI)                                   | 1    |

| チャート (2004)                         | 順位 |
| --------------------------------------- | ---- |
| オーストラリア (ARIA)                   | 41   |
| オーストラリア ジャズ & ブルース (ARIA) | 3    |
| フランス (SNEP)                         | 16   |
| ドイツ (Offizielle Top 100)             | 16   |
| スウェーデン (Sverigetopplistan)        | 28   |
| スイス (Schweizer Hitparade)            | 18   |
| イギリス (OCC)                          | 52   |
| アメリカ Billboard 200                  | 36   |
| 世界 (IFPI)                             | 30   |

| チャート (2000–09)        | 順位 |
| ------------------------- | ---- |
| オーストラリア (ARIA)     | 4    |
| オーストリア (Ö3 Austria) | 10   |
| オランダ (MegaCharts)     | 2    |
| イギリス (OCC)            | 14   |
| アメリカ Billboard 200    | 4    |

| チャート                      | 順位 |
| ----------------------------- | ---- |
| アメリカ Billboard 200        | 26   |
| アメリカ Billboard 200 (女性) | 14   |

## 認定
}
| 国/地域                                             | 認定         | 認定/売上数 |
| --------------------------------------------------- | ------------ | ----------- |
| アルゼンチン (CAPIF)                                | 2× Platinum  | 80,000^     |
| オーストラリア (ARIA)                               | 11× Platinum | 770,000^    |
| オーストリア (IFPI Austria)                         | 2× Platinum  | 80,000*     |
| ベルギー (BEA)                                      | 2× Platinum  | 100,000*    |
| ブラジル (ABPD)                                     | Platinum     | 125,000*    |
| カナダ (Music Canada)                               | Diamond      | 1,000,000^  |
| China                                               | Gold         | 20,000      |
| デンマーク (IFPI Danmark)                           | 10× Platinum | 500,000     |
| フランス (SNEP)                                     | Diamond      | 1,776,000*  |
| ドイツ (BVMI)                                       | 5× Gold      | 750,000^    |
| ギリシャ (IFPI Greece)                              | Gold         | 10,000^     |
| 香港 (IFPI Hong Kong)                               | Platinum     | 20,000*     |
| Indonesia                                           | Gold         | 35,000      |
| アイルランド (IRMA)                                 | 2× Platinum  | 30,000^     |
| イタリア (FIMI)                                     | Gold         | 50,000*     |
| 日本 (RIAJ)                                         | 2× Platinum  | 500,000^    |
| Malaysia                                            | Gold         | 5,000       |
| メキシコ (AMPROFON)                                 | Gold         | 75,000^     |
| オランダ (NVPI)                                     | 3× Platinum  | 240,000^    |
| ニュージーランド (RMNZ)                             | 11× Platinum | 165,000^    |
| ノルウェー (IFPI Norway)                            | Gold         | 20,000*     |
| ポーランド (ZPAV)                                   | 2× Platinum  | 0*          |
| ポルトガル (AFP)                                    | Platinum     | 40,000^     |
| ロシア (NFPF)                                       | Gold         | 10,000*     |
| South Africa                                        | Gold         | 15,000*     |
| Singapore                                           | 2× Platinum  | 20,000*     |
| スペイン (PROMUSICAE)                               | Platinum     | 100,000^    |
| スウェーデン (GLF)                                  | Platinum     | 60,000^     |
| スイス (IFPI Switzerland)                           | 3× Platinum  | 120,000^    |
| イギリス (BPI)                                      | 8× Platinum  | 2,556,651   |
| アメリカ合衆国 (RIAA)                               | Diamond      | 11,100,000  |
| 概要                                                |              |             |
| ヨーロッパ (IFPI)                                   | 7× Platinum  | 7,000,000*  |
| * 認定のみに基づく売上数 ^ 認定のみに基づく出荷枚数 |              |             |

## 受賞歴
グラミー賞
| 年   | 受賞                                        | カテゴリー                                     |
| ---- | ------------------------------------------- | ---------------------------------------------- |
| 2003 | 『ノラ・ジョーンズ』 （Come Away with Me）  | 最優秀アルバム賞                               |
| 2003 | 『ノラ・ジョーンズ』 （Come Away with Me）  | 最優秀アルバム技術賞(クラシック以外)           |
| 2003 | 『ノラ・ジョーンズ』 （Come Away with Me）  | 年間製作者賞(クラシック以外)                   |
| 2003 | 『ノラ・ジョーンズ』 （Come Away with Me）  | 最優秀ポップ・ヴォーカル・アルバム賞           |
| 2003 | 『ドント・ノー・ホワイ』 （Don't Know Why） | 最優秀女性ポップ・ヴォーカル・パフォーマンス賞 |
| 2003 | 『ドント・ノー・ホワイ』 （Don't Know Why） | 最優秀レコード賞                               |
| 2003 | 『ドント・ノー・ホワイ』 （Don't Know Why） | 最優秀楽曲賞                                   |
| 2003 | ノラ・ジョーンズ                            | 最優秀新人賞                                   |

日本ゴールドディスク大賞
| 年   | 受賞                                       | カテゴリー                         |
| ---- | ------------------------------------------ | ---------------------------------- |
| 2003 | 『ノラ・ジョーンズ』 （Come Away with Me） | ジャズ・アルバム・オブ・ザ・イヤー |